# Perneb
Perneb (pr nb, „a ház ura”) ókori egyiptomi herceg és pap volt a II. dinasztia idején.
Perneb neve agyagpecséteken maradt fenn a szakkarai B folyosósírban, amelyet két uralkodóhoz, Hotepszehemuihoz és Nebréhez is kapcsolnak, így nem tudni pontosan, melyikük fia volt Perneb. Ritka és szokatlan címe volt a „Szopdu papja”; ezt az istenséget nem sokszor említették Egyiptom történelmének korai szakaszában. Az isten kultuszközpontja valahol a Nílus-delta keleti részén volt, egy Ipetiu nevű városban, melynek pontos helye nem ismert. Nem tudni, hol temették el Pernebet.

## Fordítás
- Ez a szócikk részben vagy egészben  a   Perneb című angol Wikipédia-szócikk ezen változatának fordításán alapul.  Az eredeti cikk szerkesztőit annak laptörténete sorolja fel. Ez a jelzés csupán a megfogalmazás eredetét és a szerzői jogokat jelzi, nem szolgál a cikkben szereplő információk forrásmegjelöléseként.